# Betje Wery
Elisabeth „Betje“ Wery, auch Bella Tuerlings, (* 26. August 1920 in Rotterdam; † 16. Oktober 2006 in Ede) war eine niederländische Kollaborateurin während der Besetzung der Niederlande durch die Deutschen im Zweiten Weltkrieg und „Judenjägerin“.

## Biographie

### Junge Jahre und erste Ehe
Betje Wery wurde als das älteste von zwei Kindern ihrer Familie geboren; der Vater war „Halbjude“, die Mutter jüdisch. Sie wuchs in Rotterdam auf, wo sie zwei Jahre lang eine Haushaltsschule und eine weiterführende Mulo-Schule (spezielle Schulform in den Niederlanden) besuchte. 1939 war sie einige Monate als Krankenschwester tätig, wobei sie sich als ungeschickt erwies. Im Dezember dieses Jahres erhielt sie eine zweiwöchige Gefängnisstrafe auf Bewährung wegen Ladendiebstahls. Anschließend wurde sie Schuhverkäuferin in einem Bata-Geschäft.
Im Januar 1940 traf Betje Wery Frans Tuerlings, einen Vertreter für Handschuhe, den sie am 17. September 1941 heiratete. Dafür trat sie zum römisch-katholischen Glauben über, da Tuerlings katholisch war. Trotz dieses Umstands wurde sie im August 1942 festgenommen, weil sie keinen Judenstern trug, und ins Durchgangslager Amersfoort gebracht. Dank eines einflussreichen deutschen Verwandten ihres Mannes kam sie nach einem Tag wieder frei und erhielt eine Sperre, was bedeutete, dass sie zunächst vor einer Deportation geschützt war. Sie wurde zur „Halbjüdin“ erklärt und musste den Stern nicht mehr tragen.
Inzwischen führten Alkoholkonsum und Geldfragen zu gravierenden Problemen in der Ehe der Tuerlings. Ende 1943 kam Frans Tuerlings bei einem Autounfall ums Leben; dabei wurden Unterlagen gefunden, aus denen die Beteiligung seiner Frau am Schwarzhandel hervorging. Daraufhin diente sich Betje Wery dem Devisenschutzkommando (DSK), das Jagd auf Schwarzhändler und die Vermögen von Juden machte, als V-Frau an. Sie bekam die Nummer 196.

### Mitarbeiterin des SD
Anfang 1944 zog Betje Wery, der von Zeitzeugen eine „unwiderstehliche Schönheit“ bescheinigt wurde, nach Amsterdam und bezog eine Wohnung in der Rubensstr. 26, in direkter Nähe zum Hauptquartier des Sicherheitsdienstes (SD). Als Bella veranstaltete sie Roulette-Abende und verriet kapitalkräftige Mitspieler, die ihren Wohlstand dem Schwarzhandel verdankten, an den SD, so etwa an dessen Mitarbeiter Dries Riphagen.
Im Mai 1944 lernte Wery Gerhard Badrian kennen, der Bella anvertraute, dass er im Widerstand aktiv war. Am 30. Juni 1944 lockte sie Badrian, dessen Freundin und zwei weitere Männer in ihre Wohnung mit der Zusage, die Widerstandsgruppe Persoonsbewijzencentrale (PBC) könne diese als neue Zentrale für ihre Aktivitäten nutzen. Dort wartete der SD auf die Widerständler. Badrian wurde vor dem Haus erschossen, sein Freund Charly Hartog verhaftet. Durch diese Aktion gelang es dem SD, die PBC, die gefälschte Papiere für Verfolgte herstellte, zu zerschlagen. Vom SD erhielt Wery eine Belohnung in Höhe von 1000 Gulden; vom Widerstand wurde sie für „vogelfrei“ erklärt. Sie musste untertauchen und versteckte sich mehrere Wochen lang in verschiedenen Wohnungen, wo sie regelmäßig Besuch von SD-Chef Willy Lages erhielt.
Auf den Rat von Lages hin ging Wery Ende August 1944 nach Belgien. Sie ließ sich als Elisabeth Stips in Antwerpen nieder. Wiederum hatte sie viel Umgang mit deutschen Besatzern und arbeitete erneut für das DSK. Nach der Befreiung Brüssels blieb sie dort und hatte eine Liaison mit dem niederländischen Geheimdienstoffizier Oreste Pinto, der ihr „politische Zuverlässigkeit“ bescheinigte, da dank ihr der Doppelagent Chris Lindemans hatte verhaftet werden können. Am 24. Dezember 1944 wurde Betje Wery dennoch verhaftet und in einem Kloster in Valkenburg interniert. Im August 1945 wurde sie in das Amsterdamse Huis van Bewaring I verlegt, wo sie sich eine Zelle mit zwei weiteren Kollaboratorinnen, Ans van Dijk und Adriana Valkenburg, teilte.

### Nach dem Krieg
Anfang Mai 1948 eröffnete der Bijzonder Gerechtshof den Prozess gegen Betje Wery. Der Staatsanwalt bescheinigte ihr, eine „durch und durch schlechte“ Frau zu sein, und forderte die Todesstrafe. Am 15. Mai 1948 wurde sie zu einer lebenslangen Freiheitsstrafe verurteilt. Obwohl dieses Urteil vom Bijzondere Raad van Cassatie bekräftigt wurde, kam sie nach einigen Jahren frei.
Am 14. November 1959 heiratete Betje Wery den vormals wegen Mordes verurteilten Mijndert Vonk, der für den SD in Groningen tätig gewesen war. Die beiden hatten sich im Gefängnis kennengelernt, das Paar bekam zwei Kinder. Gemeinsam gründeten sie in Ede erfolgreich eine Heiratsvermittlung. Ende 1979 trat Betje Wijndert im Fernsehen auf, um in einer Show Ehen zu stiften. Dadurch wurde die Vorgeschichte des Ehepaares öffentlich und die Show abgesetzt. Wery reagierte mit Unverständnis: Konkurrenten versuchten, ihr aus Neid das Leben schwer zu machen. Sie verteidigte sich und ihren Mann, dass sie zum Zeitpunkt ihrer Taten Anfang 20 gewesen seien und ihre Strafe abgesessen hätten.
Im Oktober 2016 kam der niederländische Film Riphagen über das Leben von Werys Komplizen Dries Riphagen heraus, in dem auch Betje Wery (gespielt von Anna Raadsveld) dargestellt wird.